# Frou Frou (artiestenduo)
Frou Frou was een Brits artiestenduo dat bestond uit Imogen Heap en Guy Sigsworth. Ze componeerden, schreven en speelden samen, terwijl Imogen Heap ook zong. Het duo heeft één album uitgebracht in 2002: Details. In 2003 is zijn ze uit elkaar gegaan om beiden hun eigen weg te gaan. De muziek van Frou Frou kenmerkt zich door de veelal vrolijke en lichtvoetige nummers, het aparte stemgeluid van Imogen Heap en de backing vocals, bestaande uit nietsbetekenende klanken als "He ya he..." in het nummer Let go, "De da de" in Shh en "Dai day" in Maddening Shroud Voor de opnames van het album Details hebben diverse gastmuzikanten meegedaan.

## Geschiedenis

### Kennismaking
Heap en Sigsworths kennismaking vond plaats in het midden van de jaren 90 in London. Sigsworth viel op door zijn muzikale werk voor artiesten als Seal en Björk. het eerste samenwerkingsverband tussen hen bestond uit Heap die Sigsworths band Acacia voorzag van vocalen. Daarna heeft Heap herhaaldelijk bijgedragen geleverd aan liveoptredens van de band en zong ze op het album Cradle. Alhoewel Heap te allen tijde een significant "zwevend lid" is geweest, is ze nooit volledig lid geworden.
Sigsworth leverde vervolgens een bijdrage aan Heaps debuutalbum, i Megaphone (een anagram van haar eigen naam), in 1998. Samen schreven ze de eerste single van het album; "Getting Scared", waarbij Sigsworth fungeerde als producer.
Met het album i Megaphone begon Heap haar internationale tour, terwijl Sigsworth, na de opsplitting van Acaci in 1997, continueerden met het schrijven en produceren van werk voor andere artiesten, waaronder Madonna en Lamb. Heap en Sigsworth onderhouden nog steeds contact.

### Toekomst
Indien alles goed verloopt zal het duo in 2010 een single uitbrengen met daarop twee reeds ongeproduceerde nummers van het album Details. Het betreft 'Deal With It' en 'Guitar Song'. Heap heeft tevens gezegd dat er in de toekomst meer samengewerkt zal worden. Echter, onbekend is op welke manier.

## Singles
- Details (2002) MCA/Island Records (UK no. 128)
- Breathe In (juni 2002)
- "It's Good To Be In Love" (Single)
- "Let Go" (Promotional Single)
- Shrek 2 soundtrack "Holding out for a Hero"

## Inhoud van albumDetails(juni 2002)
1. Let Go
2. Breathe In
3. It's Good To Be In Love
4. Must Be Dreaming
5. Psychobabble
6. Only Got One
7. Shh
8. Hear Me Out
9. Maddening Shroud
10. Flicks
11. The Dumbing Down Of Love
12. (Bonus Track) Old Piano

## Andere producties
Behalve de nummers op het album Details heeft Frou Frou nog een aantal andere nummers gemaakt:
- Close Up - dit nummer stond op de single Breathe In.
- A New Kind Of Love - nooit uitgekomen, wel gelekt op internet.

Op internet zijn ook nog de zogenaamde nummers "All The Waiting" en "Beauty In The Breakdown" te vinden. Dit zijn echter foutieve benamingen van de nummers "Breathe In" en "Let go".